# Färöische Fußballmeisterschaft 2001
Die Färöische Fußballmeisterschaft 2001 wurde in der 1. Deild genannten ersten färöischen Liga ausgetragen und war insgesamt die 59. Saison. Sie startete am 29. April 2001 und endete am 29. September 2001.
Aufsteiger EB/Streymur kehrte nach sechs Jahren in die höchste Spielklasse zurück. Meister wurde B36 Tórshavn, die den Titel somit zum siebten Mal erringen konnten. Titelverteidiger VB Vágur landete auf dem vierten Platz. Absteigen mussten hingegen B71 Sandur nach drei Jahren und FS Vágar nach zwei Jahren Erstklassigkeit.
Im Vergleich zur Vorsaison verschlechterte sich die Torquote auf 3,67 pro Spiel. Den höchsten Sieg erzielte B36 Tórshavn mit einem 15:0 im Heimspiel gegen FS Vágar am fünften Spieltag. Dies war zugleich das torreichste Spiel.

## Modus
In der 1. Deild spielte jede Mannschaft an 18 Spieltagen jeweils zwei Mal gegen jede andere. Die punktbeste Mannschaft zu Saisonende stand als Meister dieser Liga fest, die letzte Mannschaft stieg in die 2. Deild ab, bei Punktgleichheit entschied erstmals der direkte Vergleich. Der Neuntplatzierte musste zudem noch zwei Relegationsspiele gegen den Zweitplatzierten der 2. Deild um den Verbleib in der 1. Deild austragen.

## Saisonverlauf

### Meisterschaftsentscheidung
GÍ Gøta gewann die ersten zehn Saisonspiele, so dass alles schon nach dem sicheren Meistertitel aussah. Ab dem dritten Spieltag belegte die Mannschaft durchgängig den ersten Platz, der Vorsprung wuchs bis auf fünf Punkte vor dem ärgsten Verfolger B36 Tórshavn an. Durch ein Unentschieden und der 1:3-Auswärtsniederlage im direkten Duell mit B36 am 13. Spieltag lagen nun beide Teams punktgleich an der Tabellenspitze, aufgrund der Tordifferenz wechselte jedoch die Führung. Das Hinspiel konnte GÍ noch mit 3:1 für sich entscheiden, danach folgten für den Gegner B36 nur noch Siege. Die Entscheidung um die Meisterschaft fiel zwei Spieltage vor Schluss. B36 Tórshavn sicherte sich den Titel mit einem 1:0 gegen HB Tórshavn, während der Zweitplatzierte GÍ Gøta nur 2:2 bei B68 Toftir spielte. Am letzten Spieltag kassierte B36 gegen VB Vágur die zweite Saisonniederlage, welche jedoch keine Auswirkungen mehr hatte.

### Abstiegskampf
Nach zwei Auftaktniederlagen konnte FS Vágar durch ein 1:0 bei B71 Sandur den letzten Platz kurzzeitig wieder verlassen, welcher jedoch ab dem vierten Spieltag wieder belegt wurde. Nach zwei weiteren Siegen wurden am zwölften Spieltag mit B71 Sandur die Plätze getauscht. Bis zum Saisonende gelang allerdings kein weiterer Sieg, den letzten Platz hielt die Mannschaft vom 15. Spieltag bis zum Saisonende. Das letzte Spiel bei HB Tórshavn hätte unbedingt gewonnen werden müssen, um zumindest noch den Relegationsplatz zu erreichen und es konnte sogar die Führung erzielt werden, letztendlich wurde eine 2:8-Niederlage kassiert. B71 Sandur verlor mit 0:3 gegen GÍ Gøta ebenfalls.
B71 Sandur konnte das erste Spiel mit 1:0 gegen EB/Streymur gewinnen, die nächsten acht Spiele blieb die Mannschaft daraufhin sieglos und stürzte auf den vorletzten Platz ab. Am zwölften Spieltag rutschte B71 sogar auf den letzten Platz ab, konnte diesen aber wieder durch einen 3:2-Sieg gegen HB Tórshavn verlassen. Durch zwei Siege in den letzten beiden Saisonspielen hätte noch die Chance bestanden, Platz acht zu erreichen, das Spiel am 17. Spieltag bei NSÍ Runavík wurde jedoch mit 2:3 verloren, ebenso das letzte Spiel. Der Relegationsplatz wurde gehalten.

## Abschlusstabelle
| Pl. | Verein          | Sp. | S  | U | N  | Tore    | Diff. | Punkte |
| --- | --------------- | --- | -- | - | -- | ------- | ----- | ------ |
| 1.  | B36 Tórshavn    | 18  | 15 | 1 | 2  | 055:150 | +40   | 46     |
| 2.  | GÍ Gøta (P)     | 18  | 13 | 3 | 2  | 053:200 | +33   | 42     |
| 3.  | B68 Toftir      | 18  | 9  | 4 | 5  | 039:250 | +14   | 31     |
| 4.  | VB Vágur (M)    | 18  | 9  | 3 | 6  | 043:240 | +19   | 30     |
| 5.  | NSÍ Runavík     | 18  | 8  | 4 | 6  | 023:210 | +2    | 28     |
| 6.  | KÍ Klaksvík     | 18  | 8  | 1 | 9  | 027:380 | −11   | 25     |
| 7.  | HB Tórshavn     | 18  | 7  | 2 | 9  | 034:250 | +9    | 23     |
| 8.  | EB/Streymur (N) | 18  | 5  | 1 | 12 | 020:340 | −14   | 16     |
| 9.  | B71 Sandur      | 18  | 3  | 1 | 14 | 017:520 | −35   | 10     |
| 10. | FS Vágar        | 18  | 3  | 0 | 15 | 019:760 | −57   | 09     |

Platzierungskriterien: 1. Punkte – 2. Direkter Vergleich (Punkte, Tordifferenz, geschossene Tore) – 3. Tordifferenz – 4. geschossene Tore

| (M) | Meister des Vorjahrs           |
| (P) | Pokalsieger des Vorjahrs       |
| (N) | Neuaufsteiger aus der 2. Deild |

## Spiele und Ergebnisse
|              | B36 | B68 | B71 | EB/S | FSV   | GÍ  | HB  | KÍ  | NSÍ | VB  |
| ------------ | --- | --- | --- | ---- | ----- | --- | --- | --- | --- | --- |
| B36 Tórshavn |     | 1:0 | 4:1 | 5:1  | 15:00 | 3:1 | 1:0 | 5:0 | 1:0 | 3:2 |
| B68 Toftir   | 0:2 |     | 4:2 | 1:0  | 5:1   | 2:2 | 2:1 | 4:0 | 2:1 | 1:4 |
| B71 Sandur   | 2:5 | 0:5 |     | 1:0  | 0:1   | 0:7 | 3:2 | 1:2 | 0:2 | 1:3 |
| EB/Streymur  | 0:2 | 1:2 | 1:2 |      | 3:2   | 1:1 | 0:4 | 4:2 | 1:0 | 1:3 |
| FS Vágar     | 1:2 | 1:6 | 2:1 | 1:3  |       | 1:4 | 1:4 | 0:2 | 1:2 | 3:2 |
| GÍ Gøta      | 3:1 | 2:0 | 3:0 | 4:0  | 8:2   |     | 3:2 | 5:1 | 0:1 | 1:1 |
| HB Tórshavn  | 1:2 | 3:1 | 0:0 | 1:0  | 8:2   | 2:3 |     | 1:2 | 0:0 | 2:1 |
| KÍ Klaksvík  | 1:2 | 2:2 | 2:0 | 0:4  | 2:0   | 1:2 | 0:2 |     | 2:1 | 4:1 |
| NSÍ Runavík  | 0:0 | 1:1 | 3:2 | 2:0  | 3:0   | 1:2 | 2:1 | 3:2 |     | 1:1 |
| VB Vágur     | 2:1 | 1:1 | 6:1 | 1:0  | 6:0   | 1:2 | 2:0 | 1:2 | 5:0 |     |

## Relegation
Die beiden Relegationsspiele zwischen dem Neunten der 1. Deild und dem Zweiten der 2. Deild wurden am 7. und 13. Oktober 2001 ausgetragen.
| Datum                                      |            | Ergebnis  |            | Tore |
| ------------------------------------------ | ---------- | --------- | ---------- | --- |
| 7. Oktober 2001                            | B71 Sandur | 1:4 (1:2) | Skála ÍF   | 0:1 Tummas Olsen (17.), 0:2 Bogi Gregersen (22.), 1:2 Jónsvein Thomsen (28.), 1:3 Ingi Hansen (80.), 1:4 Ingi Hansen (85.) |
| 13. Oktober 2001                           | Skála ÍF   | 0:1 (0:0) | B71 Sandur | 0:1 Eli Hentze (58.) |
| Gesamt:                                    | B71 Sandur | 2:4       | Skála ÍF   | |
| Damit stieg B71 Sandur in die 2. Deild ab. |            |           |            | |

## Torschützenliste
Bei gleicher Anzahl von Treffern sind die Spieler nach dem Nachnamen alphabetisch geordnet.
| Platz | Spieler               | Mannschaft   | Tore |
| ----- | --------------------- | ------------ | ---- |
| 1     | Helgi L. Petersen     | GÍ Gøta      | 19   |
| 2     | John Petersen         | B36 Tórshavn | 16   |
| 3     | Fróði Benjaminsen     | B68 Toftir   | 13   |
| 4     | Birgir Jørgensen      | VB Vágur     | 12   |
| 4     | Heðin á Lakjuni       | B36 Tórshavn | 12   |
| 6     | Súni Fríði Johannesen | B68 Toftir   | 10   |
| 7     | Sorin Anghel          | EB/Streymur  | 09   |
| 7     | Jákup á Borg          | B36 Tórshavn | 09   |
| 7     | Kurt Mørkøre          | KÍ Klaksvík  | 09   |
| 7     | Krzysztof Popczynski  | VB Vágur     | 09   |

## Trainer
| Mannschaft   | Trainer              | Spieltage |
| ------------ | -------------------- | --------- |
| B36 Tórshavn | Piotr Krakowski      | 01–18     |
| B68 Toftir   | Jóannes Jakobsen     | 01–18     |
| B71 Sandur   | Kári Reynheim        | 01–18     |
| EB/Streymur  | Bergur Magnussen     | 01–18     |
| FS Vágar     | Kęstutis Latoža      | 01–05     |
| FS Vágar     | Albert Ellefsen      | 06–18     |
| GÍ Gøta      | Jóhan Nielsen        | 01–18     |
| HB Tórshavn  | Ion Geolgău          | 01–11     |
| HB Tórshavn  | Ingi Rasmussen       | 12        |
| HB Tórshavn  | Ion Geolgău          | 13–18     |
| KÍ Klaksvík  | Tomislav Sivić       | 01–18     |
| NSÍ Runavík  | Petur Mohr           | 01–18     |
| VB Vágur     | Krzysztof Popczynski | 01–18     |

Insgesamt zwei Teams wechselten den Trainer aus, allerdings führte dies bei den betroffenen Mannschaften zu keinen Positionsveränderungen.

## Spielstätten
| Mannschaft   | Stadion        | Spielort   |
| ------------ | -------------- | ---------- |
| B36 Tórshavn | Gundadalur     | Tórshavn   |
| B68 Toftir   | Svangaskarð    | Toftir     |
| B71 Sandur   | Inni í Dal     | Sandur     |
| EB/Streymur  | Á Mølini       | Eiði       |
| FS Vágar     | Við Kirkjar    | Miðvágur   |
| GÍ Gøta      | Sarpugerði     | Norðragøta |
| HB Tórshavn  | Gundadalur     | Tórshavn   |
| KÍ Klaksvík  | Við Djúpumýrar | Klaksvík   |
| NSÍ Runavík  | Við Løkin      | Runavík    |
| VB Vágur     | Á Eiðinum      | Vágur      |

## Schiedsrichter
Folgende Schiedsrichter leiteten die 90 Erstligaspiele:
| Name                 | Stammverein    | Spiele |
| -------------------- | -------------- | ------ |
| Oddmar Andreasen     | HB Tórshavn    | 13     |
| Niklas á Líðarenda   | GÍ Gøta        | 13     |
| Sune Johansen        | SÍF Sandavágur | 12     |
| Birgir Sondum        | B36 Tórshavn   | 11     |
| Lassin Isaksen       | KÍ Klaksvík    | 10 1   |
| Petur Skarðenni      | LÍF Leirvík    | 09 1   |
| Eiler Rasmussen      | Skála ÍF       | 08     |
| Páll Augustinussen   | VB Vágur       | 06     |
| Jens Petur Brattalíð | VB Vágur       | 03     |
| Petur Erhard Kjærbo  | SÍ Sumba       | 03     |
| Dagfinn Olsen        | NSÍ Runavík    | 02     |

## Die Meistermannschaft
In Klammern sind die Anzahl der Einsätze sowie die dabei erzielten Tore genannt.
| 1. | B36 Tórshavn |
|    | Egil á Bø (17/1) \| Jákup á Borg (17/9) \| Fróði Clementsen (11/1) \| Arnbjørn Danielsen (17/0) \| Jens Kristian Hansen (14/2) \| Jan Guttesen (18/0) \| Eyðun H. Højgaard (6/0) \| Herbert í Lon Jacobsen (5/0) \| Kenneth Jacobsen (12/4) \| Niels Joensen (4/1) \| Heðin á Lakjuni (18/12) \| Magni á Lakjuni (12/5) \| Klæmint Matras (17/2) \| Áki Mørk (3/1) \| John Petersen (17/16) \| Bjarni E. Prior (14/0) \| Ronnie Samuelsen (4/0) \| Heini í Skorini (4/0) \| Pól Thorsteinsson (12/1) \| René Tórgarð (1/0) \| Tróndur Vatnhamar (17/0) ohne Einsatz: Janus í Stórustovu - Trainer: Piotr Krakowski |

## Auszeichnungen
Nach dem Saisonende gaben die Kapitäne und Trainer der zehn Ligateilnehmer sowie Pressemitglieder ihre Stimmen zur Wahl der folgenden Auszeichnungen ab:
- Spieler des Jahres: Fróði Benjaminsen (B68 Toftir)
- Torhüter des Jahres: Jens Martin Knudsen (NSÍ Runavík)
- Trainer des Jahres: Jóhan Nielsen (GÍ Gøta)
- Nachwuchsspieler des Jahres: Jón Rói Jacobsen (HB Tórshavn)

## Nationaler Pokal
Im Landespokal gewann B36 Tórshavn mit 1:0 gegen KÍ Klaksvík und erreichte dadurch das Double.

## Europapokal
2001/02 spielte VB Vágur als Meister des Vorjahres in der Qualifikation zur Champions League gegen Slawija Masyr (Weißrussland). Das Hinspiel ging 0:0 aus, das Rückspiel verlor VB mit 0:5.
HB Tórshavn spielte in der Qualifikation zum UEFA-Pokal. Im Heimspiel gegen den Grazer AK (Österreich) konnte ein 2:2 erreicht werden, das Rückspiel wurde mit 0:4 verloren.
GÍ Gøta spielte als Pokalsieger des Vorjahres ebenfalls in der Qualifikation zum UEFA-Pokal. Zu Hause verlor GÍ gegen FK Obilić (Serbien und Montenegro) mit 0:4, das Rückspiel ging 1:1 aus.
B68 Toftir nahm am UI-Cup teil. Das Hinspiel in der ersten Runde gegen SC Lokeren (Belgien) wurde mit 2:4 verloren, das Rückspiel endete 0:0.